# Granville, Manche
För orten med samma namn i Massachusetts, se Granville, Massachusetts.
Granville är en kommun i departementet Manche i regionen Normandie i norra Frankrike. Kommunen ligger i kantonen Granville som tillhör arrondissementet Avranches. År 2022 hade Granville 12 799 invånare.

## Befolkningsutveckling
Antalet invånare i kommunen Granville
| Referens: INSEE |